# 元詮
元 詮（げん せん、477年 - 512年）は、北魏の皇族。字は搜賢。

## 経歴
拓跋長楽の子として生まれた。安楽王の爵位を嗣ぎ、征西大将軍の位を加えられた。宣武帝の初年、冠軍将軍・涼州刺史となった。州において汚職に手を染め、贈収賄を横行させた。506年（正始3年）、都督南討諸軍事・平南将軍として淮南に赴き、鍾離を包囲した（鍾離の戦い）。敗北して帰還すると、平北将軍・定州刺史に任じられた。508年（永平元年）、京兆王元愉が反乱を起こして信都に逃れると、元詮は李平や高殖らとともに信都の四面を焼き討ちした。まもなく侍中の位を受け、尚書左僕射に任じられた。512年（永平5年）3月28日、死去した。享年36。尚書左僕射・安楽王のまま、使持節・驃騎将軍の位を追贈された。諡は武康といった。

## 子女
- 元鑑
- 元斌之

## 伝記資料
- 『魏書』巻20 列伝第8
- 『北史』巻19 列伝第7
- 魏故使持節驃騎将軍尚書左僕射安楽王墓誌銘（元詮墓誌）